# 竹帘镇
竹帘镇，是中华人民共和国黑龙江省佳木斯市汤原县下辖的一个乡镇级行政单位。

## 行政区划
竹帘镇下辖以下地区：
茨梅村、新发村、民主村、兴顺村、保全村、永全村、吉利村、龙江村、兰田村和竹帘村。